# Czubak australijski
Czubak australijski (Aviceda subcristata) – gatunek średniej wielkości ptaka z rodziny jastrzębiowatych (Accipitridae) występujący w Nowej Gwinei, wschodniej i północnej Australii, na Molukach, Małych Wyspach Sundajskich, Archipelagu Bismarcka i Wyspach Salomona.

## Podgatunki
Wyróżniono 13 podgatunków A. subcristata:
- A. subcristata timorlaoensis – Małe Wyspy Sundajskie na wschód do Wysp Tanimbar.
- A. subcristata rufa – Morotai, Dagasuli, Halmahera, Ternate, Tidore, Bacan i Obi (północne i środkowe Moluki).
- A. subcristata stresemanni – Buru (środkowe Moluki).
- A. subcristata reinwardtii – Boano, Seram, Ambon i Haraku (południowe Moluki).
- A. subcristata pallida –	Seram Laut i Wyspy Kai (południowe Moluki).
- A. subcristata waigeuensis – Waigeo (na zachód od Nowej Gwinei).
- A. subcristata obscura – Biak (na północ od Nowej Gwinei).
- A. subcristata stenozona – zachodnia Nowa Gwinea i Wyspy Aru.
- A. subcristata megala – wschodnia Nowa Gwinea.
- A. subcristata coultasi – Wyspy Admiralicji.
- A. subcristata bismarckii – Archipelag Bismarcka.
- A. subcristata gurneyi – Wyspy Salomona.
- A. subcristata subcristata – północna i wschodnia Australia.

## Morfologia
Cechy gatunku
Ptak o brązowym grzbiecie i skrzydłach, beżowym, prążkowanym brzuchu, jasnoszarej reszcie ciała. Z tyłu głowy charakterystyczny czub.
Średnie wymiary
- Długość ciała: 35–46 cm

## Ekologia i zachowanie
Biotop
Żyje na terenach zalesionych, zarówno w lasach, jak i w ogrodach.
Pożywienie
Ptak poluje na owady, płazy, małe gady i ptaki. Zjada również owoce. Zdobyczy wypatruje z gałęzi drzew lub latając nad terenem polowań.
Rozmnażanie
Podczas toków para wykonuje charakterystyczny taniec godowy. Ptaki wznoszą się wysoko w powietrze, po czym opadają szybko, jednocześnie gwiżdżąc. Samica znosi 2–3 jaja w gnieździe znajdującym się na wysokim drzewie. Pisklęta wykluwają się po ok. 32 dniach.

## Status
Międzynarodowa Unia Ochrony Przyrody (IUCN) uznaje czubaka australijskiego za gatunek najmniejszej troski (LC – Least Concern) nieprzerwanie od 1988 roku. Trend liczebności populacji uznaje się za stabilny.